# Kohlsia fournieri
Kohlsia fournieri är en loppart som beskrevs av Vargas 1951. Kohlsia fournieri ingår i släktet Kohlsia och familjen fågelloppor. Inga underarter finns listade i Catalogue of Life.